# باول ويلاند
باول ويلاند (بالإنجليزية: Paul Weiland)‏، (11 يوليو 1953)، هو مخرج وكاتب ومنتج أفلام وتلفزيون إنجليزي، وهو من أنجح مخرجو الإعلانات التجارية إذ أخرج أكثر من 500 إعلان تجاري، كما أخرج عدد من الأعمال التلفزيونية أبرزها مستر بين.

## وصلات خارجية
- باول ويلاند على موقع IMDb (الإنجليزية)
- باول ويلاند على موقع ألو سيني (الفرنسية)
- باول ويلاند على موقع ميوزك برينز (الإنجليزية)
- باول ويلاند على موقع تيرنر كلاسيك موفيز (الإنجليزية)
- باول ويلاند على موقع أول موفي (الإنجليزية)
- باول ويلاند على موقع قاعدة بيانات الأفلام السويدية (السويدية)
- باول ويلاند على موقع قاعدة بيانات الفيلم (الإنجليزية)
- باول ويلاند على موقع كينوبويسك (الروسية)